# Wybrzuszenie żagla

Wybrzuszenie żagla opisywana jest poprzez stosunek odległości od cięciwy maksimum wybrzuszenia do długości cięciwy.

Wybrzuszenie żagla – stosunek odległości od cięciwy maksimum wybrzuszenia profilu do długości cięciwy żagla.
Wyraża się wzorem
{\displaystyle w={\frac {a}{b}},}
gdzie:
{\displaystyle w} – wybrzuszenie żagla,
{\displaystyle a} – odległość maksimum wybrzuszenia od cięciwy,
{\displaystyle b} – długość cięciwy żagla.
Od wartości wybrzuszenia zależy wartość siły aerodynamicznej powstałej na żaglu. Nie istnieje idealna wartość wybrzuszenia żagli, gwarantująca osiągnięcie największej szybkości jachtu. Dobór wybrzuszenia powinien być uzależniony od panujących warunków wiatrowych. W praktyce przyjmuje się zasadę, że w żegludze przy silnych wiatrach powinno stosować się żagle płaskie, natomiast przy wiatrach słabych – żagle o dużym wybrzuszeniu.

## Dobór wybrzuszenia ożaglowania

Wartość siły aerodynamicznej jest wprost proporcjonalna do wybrzuszenia żagla. Na żaglu a) o mniejszym wybrzuszeniu powstanie o mniejszej wartości niż na bardziej wybrzuszonym żaglu b)

W ogólności przyjmuje się, że wartość siły aerodynamicznej {\displaystyle F_{ae}} jest wprost proporcjonalna do wybrzuszenia żagla. Im większe wybrzuszenie tym większa wartość {\displaystyle F_{ae},} a więc i jej składowych: siły ciągu oraz siły przechylającej. Szczególnie istotna przy silnych wiatrach jest siła przechylająca, która doprowadzić może do wywrotki jachtu. Z tego powodu podczas żeglugi przy silnym wietrze zalecane jest noszenie żagli o możliwie płaskim profilu, co zapewnia zmniejszenie siły aerodynamicznej, a co za tym idzie bezpieczeństwa żeglugi.
Odwrotna sytuacja ma miejsce, kiedy wiatr jest słaby. Wtedy, aby jak najefektywniej wykorzystać podmuchy i uzyskać jak największą prędkość jednostki zaleca się noszenie żagli o dużym wybrzuszeniu. Słaby wiatr nie jest w stanie wywołać zagrażającej bezpieczeństwu żeglugi dużej siły przechylającej.
Istotnym jest, że określenie silny i słaby wiatr nie odnosi się bezpośrednio do konkretnej prędkości wiatru pozornego, a jest indywidualne dla każdej jednostki. Żaglówki o dużej stateczności poprzecznej są w stanie nosić głębokie żagle przy sile wiatru, która doprowadziłaby do wywrotki jachty lżejsze wyposażone w takie samo ożaglowanie.
Należy pamiętać również, że żagle o głębokim profilu potrzebują znacznie większego kąta natarcia by osiągnąć maksimum {\displaystyle F_{ae}} niż żagle płaskie. Oznacza to, że żagle o dużym wybrzuszeniu sprawdzają się znacznie lepiej na kursach pełnych (półwiatr, baksztag, fordewind), natomiast żagle o małym wybrzuszeniu na kursach ostrych (bajdewind).

## Regulowanie wybrzuszenia
Istnieje wiele systemów umożliwiających załodze zmianę wielkości wybrzuszenia, oraz położenia maksimum wybrzuszenia. Rozwiązania te można spotkać w większości przypadków w klasach regatowych. Żaglówki turystyczne pozbawione są takich systemów ze względu na mniejsze znaczenie osiągów prędkościowych.

### Giętki maszt
Zastosowanie giętkiego masztu, którego ugięcie reguluje się naciągiem szotów oraz obciągaczem bomu jest jedną z metod regulacji wybrzuszenia. Maszt pod wpływem naprężenia ulega wygięciu, co prowadzi do zmniejszenia wybrzuszenia żagla. Rozwiązanie tego typu można spotkać w klasie Finn.

### Regulacja naprężenialikuprzedniego oraz tylnego
W niektórych żaglówkach regulacji wybrzuszenia żagla można dokonać poprzez naprężenie linek wszytych w liki. Poprzez ich wybieranie sternik może przesunąć maksimum wybrzuszenia w kierunku masztu.

### Ruchome kipy żagli przednich
Dwa systemy wymienione wyżej dotyczyły żagli mocowanych na maszcie. W przypadku żagli przednich pozbawionych masztu i bomu regulacja wybrzuszenia może zostać dokonana poprzez przesuwanie ruchomych kip. Przesunięcie ich w kierunku dziobu powoduje silne naprężenie liku wolnego oraz słabsze liku dolnego, co powoduje powiększenie wybrzuszenia, natomiast przesunięcie kip w kierunku rufy napręża silnie lik dolny i w mniejszym stopniu lik wolny, co powoduje wypłaszczenie żagla, ale i większą podatność na wystąpienie skrętu. Spotkać można również system wykorzystujący blok pośredni i umożliwiający niezależne napinanie liku dolnego oraz wolnego żagli przednich.

### Zapasowy zestaw żagli
Najprostszą metodą regulacji wybrzuszenia jest wyposażenie jachtu w dwa lub więcej zestawów żagli o różnym wybrzuszeniu. W zależności od panujących warunków wiatrowych załoga może zmienić żagle w celu efektywniejszego wykorzystania siły aerodynamicznej.